# Виламања (Кјети)
Виламања (итал. Villamagna) је насеље у Италији у округу Кјети, региону Абруцо.
Према процени из 2011. у насељу је живело 1107 становника. Насеље се налази на надморској висини од 260 м.

## Становништво
Према резултатима пописа становништва 2011. у општини је живело 2.437 становника.
| 1931. | 1936. | 1951. | 1961. | 1971. | 1981. | 1991. | 2001. | 2011. |
| ----- | ----- | ----- | ----- | ----- | ----- | ----- | ----- | ----- |
| 2.799 | 2.949 | 3.007 | 2.583 | 2.213 | 2.334 | 2.415 | 2.448 | 2.437 |

## Партнерски градови
- Rantigny